# Thrixspermum tenuicalcar
Thrixspermum tenuicalcar là một loài thực vật có hoa trong họ Lan. Loài này được Carr miêu tả khoa học đầu tiên năm 1932.